# 太陽神航空522號班機空難
太陽神航空522號班機（Helios Airways Flight 522，班次代號ZU-522/HCY-522）是一架於2005年8月14日由賽普勒斯經希臘雅典轉飛捷克布拉格的太陽神航空波音737-31S客機。機身編號5B-DBY，於1997年12月首航。這架飛機在2005年8月14日（希臘當地時間）12時04分（UTC+3）在雅典東北方的馬拉松及伐那法斯（Varnavas）之間的一個山區小村葛拉瑪提克（Grammatiko）附近墜毀，機上115名乘客及6名機員，总计121人全部罹難。塞浦路斯政府为此次空难举国哀悼3天。

## 事故的發生
太陽神航空522航班是一個由賽普勒斯拉納卡國際機場（Larnaca International, LCA/LCLK）起飛，中途暫停希臘雅典國際機場（Athens International，ATH/LGAV），最終目的地捷克布拉格魯濟涅國際機場（Prague Ruzyně International，PRG/LKPR，今名布拉格瓦茨拉夫·哈維爾國際機場）的定期航班。事故發生當天機上有59名成年人及8名兒童是度假完後返回雅典的旅客，另外46名成年人及2名兒童是要前往捷克首都布拉格。
飞机起飞不久，就报告说空调系统出现问题，10時30分与地面失去联系。11時18分希臘空軍派出的两架F-16战斗机飞行员在34,000英尺高空发现飞机，并看到班机副機師趴在驾驶舱的仪表板上不省人事，而另一名驾驶员不见踪影。但駕駛艙內有另一个身份不明的人士正在试图操纵飞机。12時04分，飞机的兩具引擎陸續因燃料耗尽而停止運轉，最後坠毁。機尾首先觸地，機身翻滾了500米後停下，除了機尾及駕駛艙尚保持完整外，全機已成為碎片。为营救失事人员和扑灭引燃的大火，警察出动了35辆消防车，8架灭火飞机和3架直升机。

## 事故原因

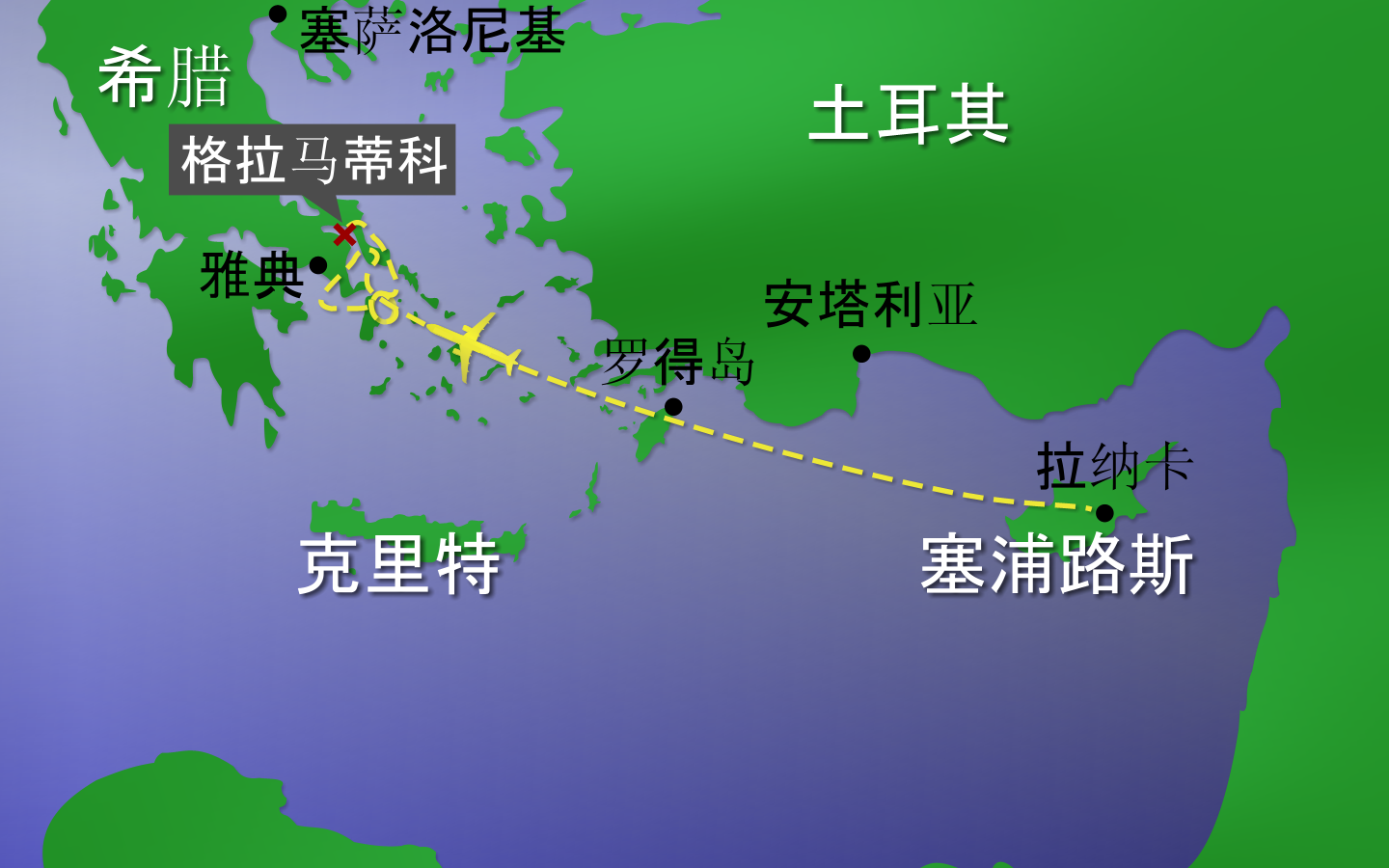
太陽神航空522號班機的航跡及墜毀位置圖

據調查報告指，出事的5B-DBY曾在事故發生前因為空調系統故障而進行維修，飛機工程師做完機艙加壓測試後，忘記把加壓掣從「手動模式」變回「自動模式」，而飛行员未有察覺。當航機以自動駕駛模式爬升到10,000呎左右的高度，儀表版顯示機內有系統過熱狀況，正駕駛將此訊息回報賽普勒斯的地面航管之後獲得結論，要進一步通知太陽神航空的維修部門這情況，但之後機艙與地面失聯，地面航管與航空公司自此未再能與駕駛員取得任何聯繫。當班機爬升超過15,000呎後，因機上的加壓系統仍處於手動模式而未能自動為機艙加壓，空氣稀薄氧氣不足。正常情況下，若飛機高空失壓，便應該降低高度至含氧量高的空域，但由於機長及副機長並不知道機艙失壓，一直以為是機上空調失靈而沒有戴上面罩，因此很快便失去意識並處於昏迷狀態，導致飛機無人駕駛，飛機便以自動駕駛模式一直爬升。正機長可能是為了檢查位於駕駛艙後部的空調裝置是否有問題而離開座位，因缺氧而暈倒。
至於在客艙內，由於在機艙缺氧的情況下，客艙頂部的氧氣罩在高度超過14,000呎時自動降下，因此客艙乘客都自動戴上氧氣罩。可是因為這個設計只是用來支援像高空失壓的情況下短暫使用，直至飛機下降至高含氧量空域為止，氧氣罩內的氧氣只可支持約12分鐘至15分鐘。可是由於正副駕駛當時已昏迷，飛機並沒有下降反而繼續爬升。當氧氣面罩內氧氣用完後，大部份人因缺氧而失去意识而陷入昏睡狀態。飛機在希臘境內沒有駕駛員控制進場，只得依靠自動駕駛模式留在空中盤旋待命。
由於事件發生時點離911事件不久，各國對於客機遭劫持進行恐怖攻擊的可能性還處於高度警戒期，在地面塔台與客機久久不能連絡上的情況下，兩架隸屬於希臘空軍第111戰鬥聯隊的F-16戰機奉命升空以目視該機狀況，並在11點24分攔截到飛機。戰鬥機駕駛員目視發現副機長坐倒在副駕駛座上，正機長則不知去向，並發現客艙內的氧氣罩已放下，乘客正都戴著氧氣面罩。
11點49分前後，一名在事件發生時身份不明、曾一度被懷疑可能是劫機恐怖分子的男子進入駕駛艙，但事後經DNA鑑定遺體後確認當時進入駕駛艙是該航班的男性空服員安垂亞·波若德莫（Andreas Prodromou），他坐上正機長席試圖挽救飛機。雖然他擁有商用駕駛員執照（Commercial Pilot License）:154，且曾接受過約260至270小時飛行訓練，但他却並未受過駕駛波音737的任何訓練。因此他只成功解除了这架波音737的自動駕駛模式以手動方式操作，但最後飛機仍因为在盘旋过程中消耗了大量燃料，导致燃料不足失去所有動力而墜毀。根據自墜機殘骸中回收的四只攜帶型氧氣瓶中，有三只的筏門處於開啟狀態的事證研判，原本人在後艙的兩名空服員應是利用了攜帶型氧氣瓶，而得以在艙壓盡失、全機乘客與組員皆昏迷的狀態下保持清醒:126。但因為自911事件後為了提升駕駛艙的保全避免不肖份子侵入，执飞ZU-522的这架波音737就裝設了駕駛艙門鎖，只能由駕駛員由駕駛艙內開啟，或者只有知道正確密碼的人員才能从驾驶舱外解除門鎖。根據座艙通話紀錄器內的資料並配合F-16飛行員的佐證，波若德莫是在客機進行第十次盤旋繞行時，於11時48分05秒成功解除駕駛艙門鎖，進入駕駛艙。但就在他進入駕駛艙內剛坐定的49分50秒時，左引擎就因燃料耗盡而熄火。在引擎熄火後，不規則的飛行軌跡證實當時空服員曾嘗試手動控制客機的飛行，並同時進行多達五次的「MAYDAY」呼救，但當時因為機上的無線電一直保持在離開賽普勒斯時的頻率設定，因此麥克風雖然錄到波若德莫的求救聲，但希臘的地面航管人員從未與他順利連絡上，直到客機墜毀。根據F-16飛行員的目擊與地面撞擊的痕跡，事故調查確認波若德莫一直到墜毀前都還在嘗試要保持機身姿勢的水平，以減輕撞擊力道:127。調查報告指出，雖然波若德莫曾一度注意到F-16飛行員的手勢，但他並沒有順利操縱客機跟隨上護航的戰機。報告的結論認為以他的飛行經驗，在當時缺氧且處於極度壓力的環境下，任何人都不足以擁有重新控制一架因油料耗盡而引擎熄火的波音737的能力:127。
另外，出事客機的正機長是一名德籍駕駛員，是太陽神航空因應當時假期客量增長的需求而聘請的特約機長。該名德籍機長曾兩度在太陽神航空服務，根據調查員事後與航空公司相關人員的訪談，其在2004年服務的五個月間有輕微的溝通困難問題，但此狀況在2005年第二度進入太陽神航空服務時，已經改善:11。因此，調查結果歸咎正副駕駛在客機起飛13分鐘時最後一次與地面聯繫後，就因缺氧而喪失判斷能力或甚至昏迷:153。不論如何，由起至終正副機長兩人都一直以為系統警示聲是起因於機上空調系統故障所造成的設備過熱，而不知道加壓裝置沒有調校至正確位置，最終令機組員沒法及時阻止事故發生，並導致希臘史上最嚴重空難。
| 國籍            | 旅客人數 | 機組人員人數 | 合計 |
| --------------- | -------- | ------------ | ---- |
| 賽普勒斯        | 103      | 4            | 107  |
| 希腊            | 12       | 1            | 13   |
| 德国            | 0        | 1            | 1    |
| 總計（3個國家） | 115      | 6            | 121  |

## 影响
希腊总理科斯塔斯·卡拉曼利斯为此中止了休假。
這是2005年度死亡人數第二多的空難，僅次於兩天後的西加勒比海航空708號班機空難；也是2005年四次死傷破百的空難之一。是波音737型飛機從1968年啟用以來第69次空難。
太陽神航空營運因此空難而遭嚴重打擊，在隔年（2006年）就因銀行帳戶遭塞浦路斯政府凍結，而停飛歇業。

## 時間表
- 09:00 班機表定出發時間。

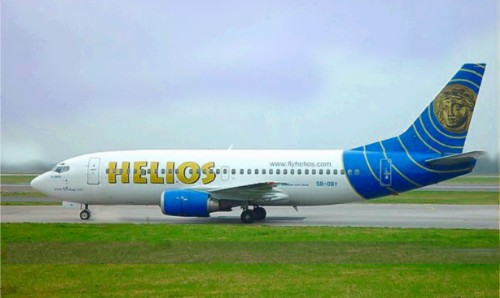
機身編號5B-DBY的失事波音737-300客機，在意外發生前的2004年時攝於英國倫敦魯頓機場。

- 09:07 飞机从塞浦路斯拉纳卡国际机场起飞。
- 10:37 班機進入雅典飛航情報區，但航管無法聯絡上該班機。
- 10:45 班機表原定抵達雅典的時間。
- 10:55 希腊军队总参谋长帕纳约蒂斯·齐诺弗蒂斯（Panagiotis Chinofotis）下令由军用飞机监察这架飞机。
- 11:05 两架F-16 战斗机从希腊艾拉索克斯起飞。
- 11:18 戰鬥機駕駛員看见班班機副駕駛趴在駕駛倉儀表板上不省人事，但沒有發現恐怖主义襲擊的迹象。
- 12:04 飛機墜毀於雅典東北方的Grammatikos附近。
- 13:10 班機表原定抵達捷克首都布拉格的時間。

## 惡作劇
針對太陽神航空522號班機的墜機事件，新聞媒體曾報導過幾起衍生的惡作劇事件。其中一起是一名32歲的男子Nektarios-Sotirios Voutas，聲稱在飛機墜毀前，收到搭乘該班機的表兄弟用行動電話傳送的簡訊，上面寫道“永別了！我的表哥！我們快被凍僵了！”。警方事後逮捕此名男子，他承認簡訊一事只是虛構以吸引人們的注目，法院在2005年8月17日時判處他6個月的有期徒刑但得以緩刑42個月。雖然空難事故的調查單位從未採信他的供詞，但在事件剛發生各種消息還很混亂時，其發言仍然引起許多民眾誤以為客機上的乘客在墜機前就已被凍死。負責空難遺骸解剖的希臘總驗屍官表示，根據解剖結果所有的乘客在客機墜毀前都還有呼吸與心跳，他們的主要死因是墜機時的衝擊而非凍死。

## 相关影视作品
知名空难系列纪录片《空中浩劫》第4季第10集收錄了本次空難，單元名稱為〈幽靈航班〉（Ghost Plane）。
2018年改編自四川航空8633号班机事故之中國电影《中国机长》當中其中一幕講述一群航空發燒友討論有關8633号班机事故時提及了本次空難。

## 外部連結
- 太陽神航空公司
- 失事班機的照片集（页面存档备份，存于）
- 塞浦路斯班机坠毁 121人丧生 (BBC中文网)（页面存档备份，存于）
- 塞浦路斯政府内阁就此次空难发表的决定 (塞岛在线 - 塞浦路斯中文网)（页面存档备份，存于）